# Jorge Sánchez Cordero
Jorge Emilio Sánchez Cordero Grossmann (Ciudad de México, 10 de agosto de 1980) es un abogado, politólogo y académico mexicano, reconocido por su trabajo como magistrado del Tribunal Electoral del Poder Judicial de la Federación entre 2017 y 2019. Anteriormente había desempeñado el cargo de Secretario de Estado y Cuenta en dicho organismo. En la actualidad se desempeña como docente en la Facultad de Derecho de la Universidad Autónoma de México.

## Biografía

### Primeros años y estudios
Sánchez Cordero nació en la Ciudad de México el 10 de agosto de 1980. Entre 1999 y 2004 cursó la carrera de derecho en el Instituto Tecnológico Autónomo de México, y un año después inició estudios de maestría en Derecho en la Universidad de Columbia, realizando además una maestría en Ciencias Políticas en la misma institución entre 2009 y 2010. Un año después realizó un doctorado en Derecho en la Universidad de Pensilvania.

### Carrera
En el año 2002, se vinculó profesionalmente al Tribunal Electoral del Poder Judicial de la Federación (TEPJF), inicialmente como ayudante y empleado de servicios. En 2007 fue nombrado secretario de Estado y Cuenta Adjunto, cargo en el que participó en el análisis de los proyectos para dictamen de las diversas ponencias. En febrero de 2008 se convirtió en secretario de Estado y Cuenta, cargo que ocupó hasta agosto de 2009 y en el que participó en proyectos de investigación en material constitucional y electoral.
En enero de 2015 retomó su cargo como secretario de Estado y Cuenta, ejerciendo hasta 2016, cuando fue designado como candidato por la Suprema Corte de Justicia de la Nación para ocupar una de las cinco plazas de magistrados de salas regionales del TEPJF. Tras obtener 78 votos en los comicios, en 2017 tomó protesta como magistrado de la Sala Regional Monterrey, Nuevo León en su Segunda Circunscripción, cargo que desempeñó hasta el año 2019.
Como docente, Sánchez Cordero impartió la asignatura de Derecho Público en el Instituto Tecnológico de Estudios Superiores de Monterrey entre 2007 y 2008, y se vinculó profesionalmente con la Universidad Nacional Autónoma de México en agosto de 2016 como docente de Derecho parlamentario, cargo que ocupa en la actualidad. También ha publicado artículos en revistas y obras literarias.

## Publicaciones destacadas
- 2012 - Derechos del pueblo mexicano, comentario a los artículos 15 y 57 de la Constitución Política de los Estados Unidos Mexicanos (en coautoría con Lorenzo Córdova Vianello),
- 2009 - Promoting Human Rights as an International Policy for World Peace, Mexican Law Review,[8]
- 2006 - El control constitucional en material electoral, Revista Jurídica ITAM.[1]